# Rusga policial

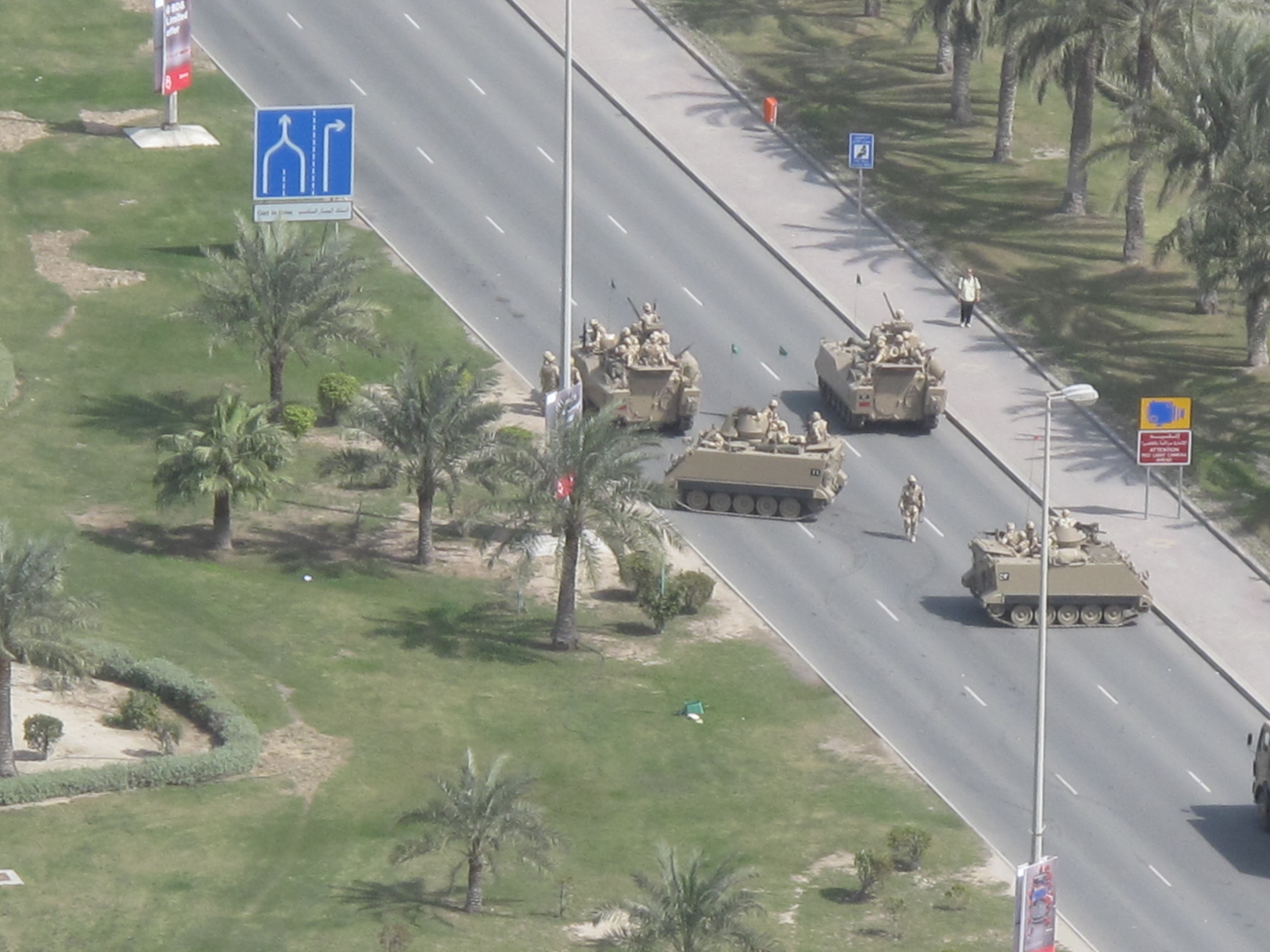
Um checkpoint de rusga instalado pelo Exército Real do Bahrain em Manama 2011, usando veículos blindados de transporte de pessoal

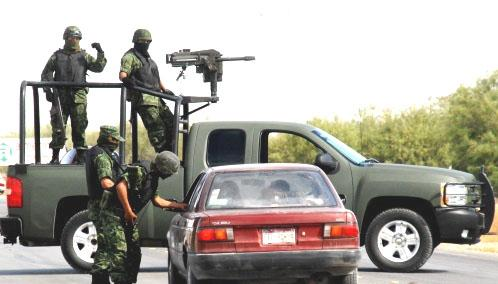
Tropas mexicanas a operar numa batida policial

Uma rusga policial, também conhecida como batida policial ou blitz(pt-BR), é uma tática militar e policial. Num contexto militar, rusgas envolvem a instalação rápida de barreiras por uma infantaria montada em veículos blindados ou camiões para impedir movimento ou atividade militar não autorizada ou indesejada e para checar por identificação válida e procurar por contrabando, fugitivos ou armas que não são permitidas nas mãos de civis. Rusgas são instaladas para conseguir surpreender, em contraposto com checkpoints permanentemente localizados, que suspeitos poderiam contornar. Elas são frequentemente estabelecidas em locais onde não podem ser vistas no trânsito por se aproximar até ser demasiado tarde para se afastar e escapar sem ser observado.
Unidades de polícia equipadas com carros de polícia regularmente usam rusgas para detetar condutores suspeitos de conduzir alcoolizados. A polícia também usa barreiras instaladas rapidamente para checar carros e bagageiras quando perseguem um fugitivo armado e perigoso. Quanto a rusgas militares, checkpoints de sobriedade e barreiras para buscas a fugitivos são localizados numa área onde não é possível ver o checkpoint até ser demasiado tarde, e checkpoints são apenas instalados temporariamente.